# Odkaz tastedarů
Odkaz tastedarů je vysoká fantasy trilogie českého spisovatele Květoslava Höniga. Na první knize se autorsky podílel Ondřej L. Hrabal.
Knižní série by měla obsahovat tři díly s názvy Ydris, Řetězy a Arche. Ydris je rozdělena na Ydris: knihu první a Ydris: knihu druhou. Fanoušky byl projekt podporován na Startovač.cz. Kromě prozaických textů je sága obohacena také ilustracemi, hudbou, básněmi, vlastními jazyky či velkou mapou.

## Děj
Série se odehrává v Avirském království, v němž se právě rozhořely nové rodové války. Království je však sužováno také stále častějšími útoky démonů. Proti nim bojují rytíři Bratrstva a Stříbrné kněžky – dva řády s mnoha tajemstvími.

## Díly

### Ydris
První díl knižní série s názvem Ydris sleduje osudy několika postav, od krále až po prostou šenkýřku. Někteří hrdinové se snaží změnit osud země, jiní zase přežít jeho nepřízeň.

#### Ydris: kniha první
Ydris 1 vydalo v květnu 2017 nakladatelství Nugis Finem.

#### Ydris: kniha druhá
Ydris 2 vydalo 15. 12. 2021 nakladatelství Nugis Finem Publishing.
Kniha dějem navazuje na Ydris 1 a sleduje další osudy již známých i nových postav.

### Další díly
- Řetězy – druhá kniha série, která bude teprve vydána.
- Arche – třetí a finální kniha série, která bude teprve vydána.

## Klíčové postavy
- Acrel Zanfree – bývalá princezna, dcera svrhlého krále
- Aknar – hlava nočního cechu Masky
- Erindel Vraní oko – tastedar, zakladatel rytířského řádu Bratrstva
- Farengar – lovec odpadlic, člen řádu Bratrstva
- Laena – čarodějka, učitelka v Iamaldiru, Saerlinina sestra
- Mearil – čarodějka, Laenina žačka
- Narelien – syn domu Wyrn, Acrelin společník
- Nefrael – šenkýřka v Žíznivém džbánu, Wraelova kamarádka
- Ordak Železná pěst – vůdce městské stráže Nae≈Ydris
- Orseon Delran – nový král
- Posedlá – vědma z Rornovy vesnice
- Ral Khąrąr – Erindelův syn, poslední vlastník Erindelova meče Úsvit
- Rorn – Waleyran
- Saerlina – čarodějka, odpadlice
- Tajša, Darhen, Narthros – Rornova sestra a přátelé
- Vilmar – Správce Nae≈Ydris, hlavního města
- Wrael – špeh a informátor
- Wylmira – tastedarka, vědma a čarodějka pobývající v Iamaldiru

## Klíčová místa
- Avirie (Skrytá země) – země ležící na severovýchodě Enevris.
- Crusferanský hvozd – rozsáhlé lesy tvořící západní hranici Avirie.
- Denerie – rozsáhlá země jižně od Avirie; odsud přišly denerijské kmeny společně s aviry a tastedary do Avirie.
- Enevris – kontinent, na kterém se odehrává sága.
- Iamaldir – sídlo řádu Stříbrných kněžek.
- Nae≈Ydris – hlavní město Avirského království.
- Talhar – temné pohoří, které se nachází na jihu Avirie.
- Waleyrská divočina – země severozápadně od Avirie, oddělené od ní Bílými horami.